# Cichlasoma urophthalmum
Cichlasoma urophthalmum är en fiskart som först beskrevs av Günther 1862.  Cichlasoma urophthalmum ingår i släktet Cichlasoma och familjen Cichlidae. Inga underarter finns listade i Catalogue of Life.